# Saint-Jean-de-Valériscle
Saint-Jean-de-Valériscle è un comune francese di 745 abitanti situato nel dipartimento del Gard, nella regione dell'Occitania.

## Società

### Evoluzione demografica
Abitanti censiti